# Tom Dolan
Thomas Fitzgerald Dolan (* 15. září 1975, Arlington) je bývalý americký plavec. Jde o dvojnásobného olympijského vítěze a dvojnásobného mistra světa.

## Sportovní kariéra
Specializoval se především na polohové závody. Trpěl astmatem navozeným fyzickou zátěží, ale ani to jej neodradilo od vrcholového sportu. Studoval a trénoval na University of Michigan v Ann Arbor ve skupině trenéra Jona Urbancheka spolu s dalšími vynikajícími plavci jako byli Eric Namesnik, Gustavo Borges či Marcel Wouda.
V roce 1994 zvítězil v polohovém závodě na 400 metrů na mistrovství světa v Římě, kde také vylepšil světový rekord. Své hlavní disciplíně od té doby dominoval na nejdůležitějších závodech ve druhé polovině devadesátých let – zvítězil na olympijských hrách 1996 i 2000 (vedle Tamáse Darnyi a Michaela Phelpse je jedním ze tří plavců, kterým se podařilo olympijské vítězství v této disciplíně obhájit), vítězství z římského šampionátu obhájil na následujícím mistrovství v Perthu 1998. Svůj světový rekord později ještě vylepšil a celkově jej držel osm let, tedy déle než kterýkoliv jeho předchůdce. Na kratší polohovce (200 metrů) bylo nejlepším jeho výsledkem stříbro z olympiády v Sydney.

## Mimořádné výkony a ocenění
- dvakrát vylepšil světový rekord na 400 m polohový závod
- člen Mezinárodní plavecké síně slávy

## Osobní rekordy
- 400 m polohový závod: 4:11,76 (2000, Sydney)
- 200 m polohový závod: